# Masayo Aoki
Masayo Aoki (青木政代?, Aoki Masayo; 9 dicembre 1935) è un'ex nuotatrice giapponese, che ha partecipato alle Olimpiadi di Helsinki 1952, gareggiando nei 200m sl rana.
Ai II Giochi asiatici, ha vinto 1 oro nei 200m rana.
Ai III Giochi asiatici, ha vinto 1 argento nei 100m rana.